# Ewa Pachucka

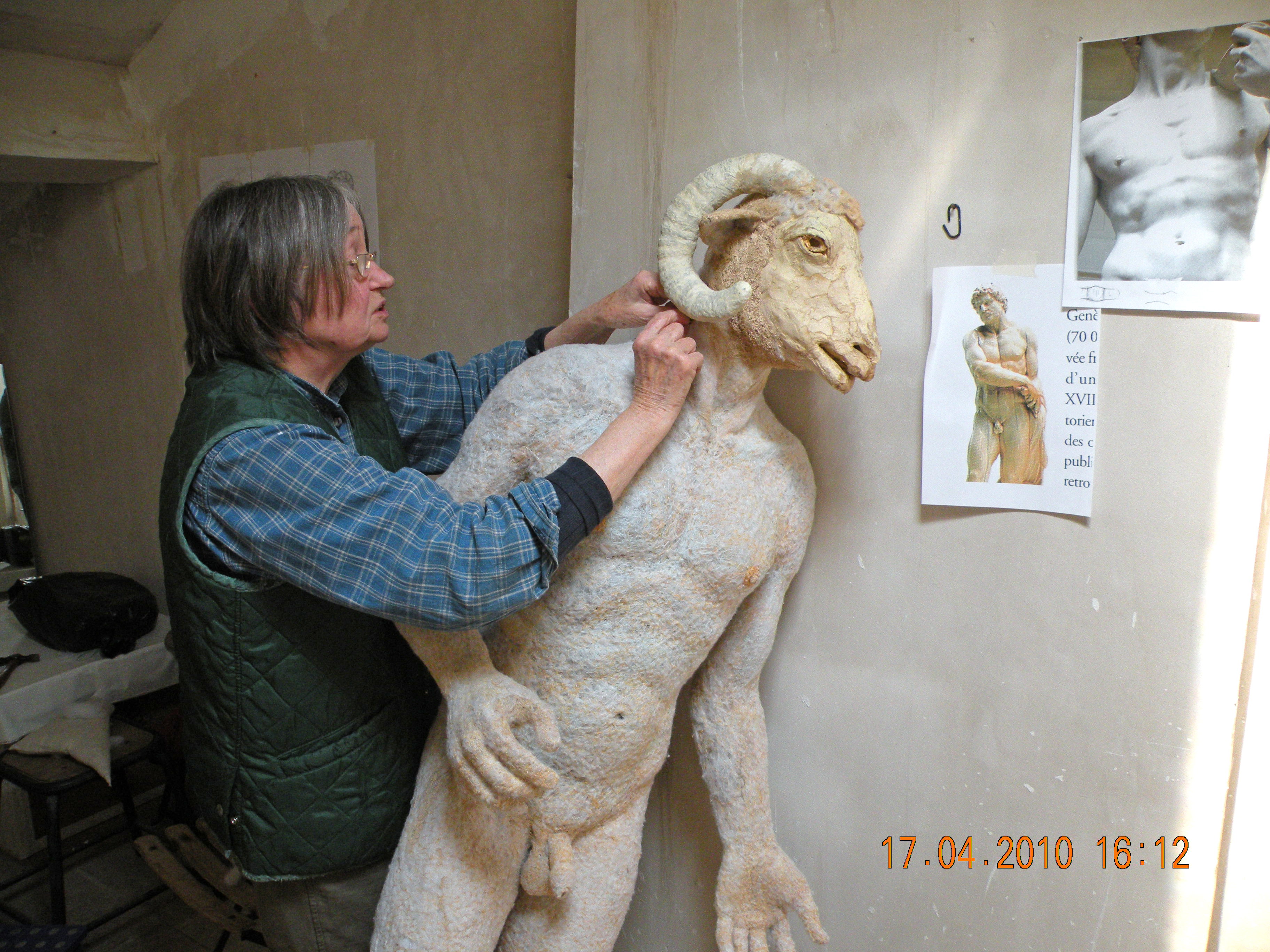
Ewa Pachucka przy pracy nad rzeźbą Pasterz, 2010 r.

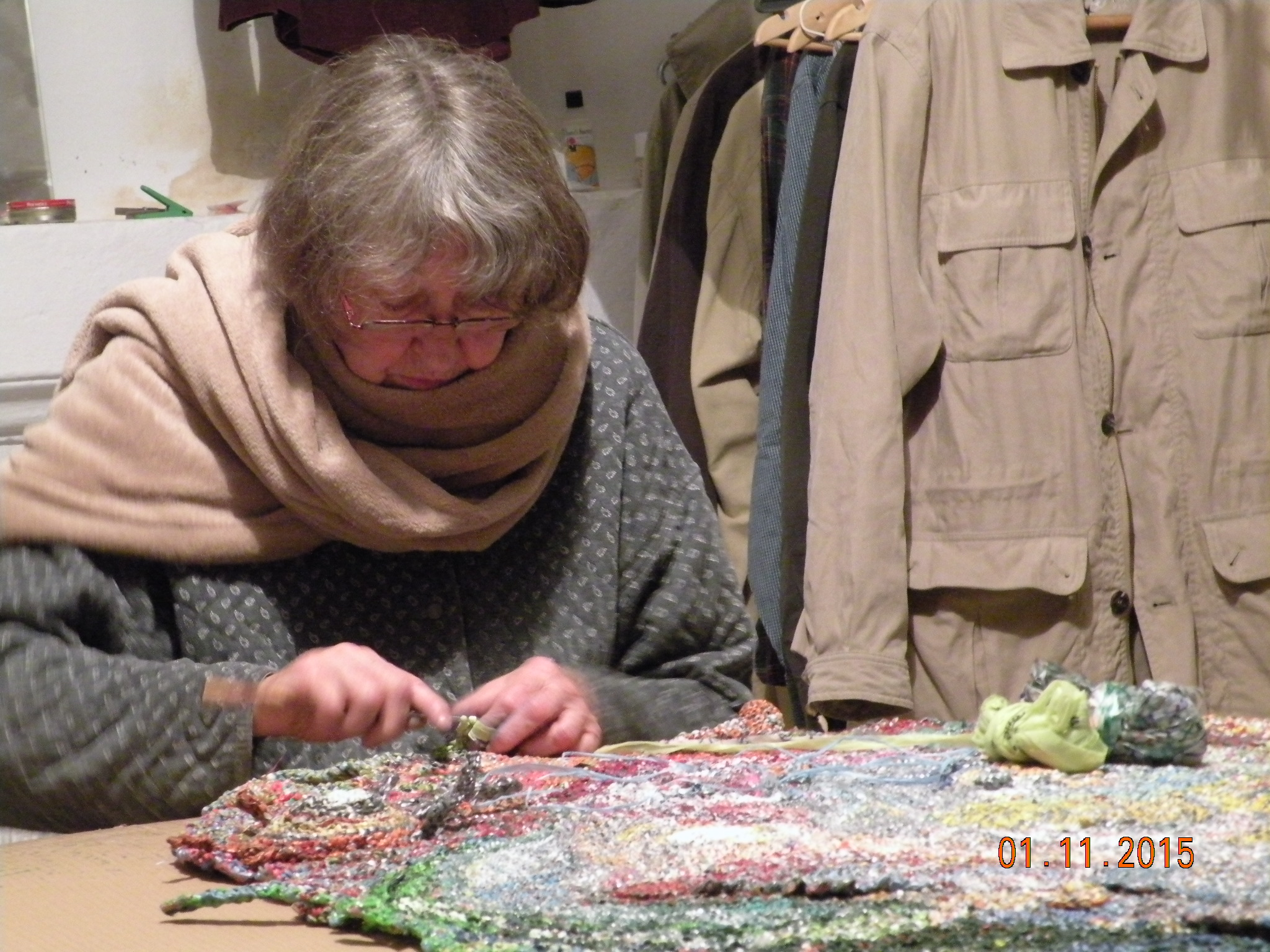
Ewa Pachucka przy pracy „Ślad węża”, 2015 (praca nie została ukończona)

Ewa Pachucka z domu Jaroszyńska (ur. 17 lutego 1936 w Lublinie, zm. 28 lipca 2020 w Castres w regionie Oksytania we Francji) – polska artystka rzeźbiarka należąca do pierwszego pokolenia przedstawicielek i przedstawicieli Polskiej Szkoły Tkaniny.

## Życiorys
Ewa Teresa Jaroszyńska urodziła się w rodzinie prawniczej. Jej ojciec Stanisław Jaroszyński oraz matka Lidia Marynowska skończyli studia prawnicze w Katolickim Uniwersytecie Lubelskim (KUL). Niedługo przed wojną rodzina Jaroszyńskich przeniosła się do Gdyni, gdzie ojciec kupił dom. Stanisław Jaroszyński był radcą prawnym w ambasadzie w Brukseli, członkiem Ligi Morskiej i Kolonialnej. Gdy wybuchła wojna, został powołany do wojska i pojechał na front. Zginął w bitwie pod Iłżą. Matka z trzema córkami wróciła na Zamojszczyznę i zamieszkała w majątku w Iłowcu. Około 1943 przeniosły się do Zamościa, gdzie Ewa chodziła do szkoły. W 1946 razem z siostrą Marią zostały przyjęte do klasztornej szkoły sióstr Sacré Coeur w Zbylitowskiej Górze, koło Tarnowa. Ukończyła tam piątą i szóstą klasę. W 1950 przebywała u babci „Buni” w Oruni, w majątku, który miał stanowić rekompensatę za stracone włości na Wschodzie. W 1951 Ewa wróciła do Warszawy, gdzie skończyła szkołę podstawową (1951), a następnie zapisała się do liceum plastycznego (w 1952). Matka Ewy Lidia (w tym czasie Florkiewicz, po drugim mężu Zygmuncie Florkiewiczu) pracowała jako urzędniczka w Ministerstwie Handlu Wewnętrznego w Warszawie. Po dwóch latach nauki w liceum plastycznym w Warszawie Ewa przeniosła się do liceum plastycznego w Lublinie, gdzie w 1957 zrobiła maturę. Mieszkała u rodziny od strony ojca.
W Lublinie poznała środowisko artystyczne malarzy i poetów. Występowała w klubie “Piwnica”, gdzie czytała utwory Gombrowicza. Stała się najmłodszą członkinią Grupy Zamek. W 1957 wzięła udział w trzeciej wystawie grupy w CBWA w Lublinie (w katalogu jako Jarewa), oraz w 1958 w wystawie w Pałacu Sztuki w Krakowie, gdzie pokazała monotypie. Była jedyną kobietą biorącą udział w wystawach grupy.
W latach 1957–1958 studiowała w Państwowej Wyższej Szkole Sztuk Plastycznych w Łodzi (wydział wzornictwa, druk na tkaninie). W liście z lipca 1957 do władz uczelni tłumaczyła powody, dla których chciała studiować w PWSSP w Łodzi, wspominając o pracowni artystki Zofii Tchorkowej, gdzie miała okazję zobaczyć warsztat pracy tkaczki, który ją zainteresował i zainspirował. Zrezygnowała z wcześniej rozpatrywanej decyzji studiowania malarstwa w akademii krakowskiej. Niestety kłopoty zdrowotne nie pozwoliły jej na studiowanie. Od 1 lutego 1958 do 30 września 1958 przebywała na urlopie dziekańskim, a potem zrezygnowała ze studiów.
Po powrocie do domu rodzinnego w Warszawie, poznała swojego pierwszego męża Mariusza Tchorka, syna rzeźbiarza Karola Tchorka oraz artystki pracującej w tkaninie Zofii Tchorek (z domu Kochanowicz). W późniejszych latach Mariusz stał się współzałożycielem Galerii Foksal wraz z Hanką Ptaszkowską i Włodzimierzem Borowskim. W tym czasie Ewa poznała wielu ludzi ze środowiska artystycznego (m.in. Bogusława Choińskiego, Mirona Białoszewskiego, Henryka Stażewskiego, Jana Lenice, Jerzego Tchórzewskiego, Andrzeja Partuma, Jerzego Prokopiuka).
W 1958 odbyła się jej indywidualna wystawa w Klubie Literatów w Warszawie, gdzie pokazała cykl grafik o organicznej formie. Wystawę zorganizował Mariusz Tchorek, a także jako krytyk napisał swój debiutancki tekst o pracach Ewy pt. O wykorzystaniu nowych możliwości materii. Jej ulubioną techniką graficzną była monotypia. W 1959 po nawiązaniu kontaktu z artystami z Lublina (Grupą Zamek) Tchorek napisał esej do magazynu Struktury W poszukiwaniu trzeciego wymiaru.
W 1965 przyjaciółka zwróciła się do niej z prośbą o wykonanie wizerunku oposa szydełkiem, wtedy to odkryła, jak wiele możliwości różnorodnego wyrazu daje ta technika, którą zaczęła stosować w pracach artystycznych. I tak powstawały rzeźby ze sznurka konopnego, sizalu, juty. W początkowych pracach zainspirowana kokonami owadów tworzyła prace o wprost barokowej dekoracyjnej obfitości. Dalej jednak kokony ustąpiły miejsca kraterkom, które w późniejszych pracach zanikły, ustępując miejsca równym, niezakłóconym powierzchniom w figurach ludzkich, występując jednak, na skromniejszą skalą, w formach pejzażowych. Wypracowała swój własny sposób budowania formy rozrastającej się w dowolnym kierunku i oryginalny sposób prowadzenia ściegu. Wklęsłe i wypukłe kształty przypominały naturalnie formy organiczne.
W 1962 rozwiodła się z Mariuszem Tchorkiem i w tym samym roku, nieco później poznała Romualda (Romka) Pachuckiego (wtedy studenta Akademii Sztuk Pięknych w Warszawie). Pobrali się w 1969.

## Emigracja
W 1970 w lipcu Ewa wraz z mężem Romualdem Pachuckim wyjechali do Danii na zaproszenie młodych tkaczek zaprzyjaźnionych w Warszawie. Po dziewięciomiesięcznym pobycie w Danii (gdzie Ewa miała dwie wystawy w 1970 w galerii Ved Äaen w Aarhus, i w 1971 w galerii Omme w Silkeborg), w marcu 1971 razem z mężem wyemigrowała do Australii, gdzie małżonkowie zamieszkali w domku na przedmieściach Sydney w McMahons Point. Ceramiczka Marea Gazzard wprowadziła Ewę w tamtejsze środowisko artystyczne. W 1975 przeniosła się do Hobart, gdzie jej mąż otrzymał stanowisko Konserwatora Sztuki w Tasmanian Museum and Art Gallery. Z potrzeby zamieszkania w „naturze” razem z mężem zbudowała dom i budynki gospodarcze w Sandfly na Tasmanii z ręcznie robionych cegieł, suszonych na słońcu.
W 1974 roku została wybrana przez krytyków sztuki do reprezentowania Australii na 3. Triennale Sztuki Współczesnej w New Delhi w Indiach i otrzymała grant od Visual Arts Board, który umożliwił jej udział w wystawie w lutym 1975.
Jedną z największych i najbardziej spektakularnych jej prac jest Arkadia: pejzaż i ciała, którą tworzyła za pomocą szydełka przez ok. cztery lata. Praca po raz pierwszy została pokazana na wystawie w Sydney w 1977. Była to wieloelementowa scena, w której znalazły się sylwetki pięciu kobiet naturalnej wielkości, świnia, pies, a także elementy architektoniczne – kamienne łuki i schody.
W marcu 1985 wyjechała do Banff w Kanadzie do tamtejszej szkoły sztuk pięknych, żeby zaprezentować swoje prace i spotkać się ze studentami.
Jej prace zyskały duże uznanie w Polsce i zagranicą.
W roku 2000 wróciła razem z mężem do Europy, zamieszkali w Mazamet (Oksytania) we Francji.
W 2010 wystawiała na III Międzynarodowym Festiwalu Sztuki Struktury powiązań w Krakowie, gdzie otrzymała nagrodę za wieloletni dorobek twórczy, wszechstronną działalność we współczesnych tkaninach unikatowych oraz bezkompromisową odwagę w tworzeniu nowych zjawisk i wartości w sztuce. Jej postawa i talent pobudziły inwencję wśród młodych pokoleń artystów. Zaprezentowała rzeźbę Pasterz, która następnie trafiła do zbiorów Centralnego Muzeum Włókiennictwa w Łodzi.
Zmarła 28 lipca 2020 w Castres w regionie Oksytania we Francji.
Była jedną z artystek wystawy Poznaj moje imię: Australijskie artystki od 1900 do teraz (Know My Name: Australian Women Artists 1900 to Now) organizowanej przez National Gallery of Australia w 2021 roku.

## Wystawy indywidualne
- 1958 – Klub Literatów, Warszawa (grafiki – monotypie)

- 1970 – Grabowski Gallery, Londyn, Wielka Brytania[17]
- 1970 – Galleria Ved Aaen, Aarhus, Dania
- 1971 – Galleria Omme, Silkeborg, Dania
- 1972 – Pejzaż i ciała ‘72 – Galeria Rudy Komona, Sydney, Australia
- 1972 – Pejzaż i ciała ‘72 – Tasmańskie Muzeum i Galeria Sztuki, Hobart, Australia
- 1973 – Odciski w farbie – Galeria Rudy Komona, Sydney, Australia
- 1977 – Arcadia: pejzaż i ciała ’77 – Galeria Rudy Komona, Sydney, Australia (po zakupieniu wystawiona w 1978 w Galerii Sztuki Nowej Południowej Walii)
- 1978 – Survey 5 – Ewa Pachucka, Prace wybrane ze zbiorów – Galeria Narodowa Wiktorii, Melbourne, Australia[17][26]
- 2002 – Cytaty z Pamięci – Galeria Michalaka, Kazimierz nad Wisłą[27]

## Wystawy zbiorowe
- 1957 – Młodzi Plastycy – Centralne Biuro Wystaw Artystycznych, Lublin (z grupą Zamek)[28][7]
- 1957 – Ewa Jaroszyńska. Grafika, Mirosław Komendecki. Malarstwo – Klub Pracowników Książki, Prasy i Radia (Klub „Nora”), Lublin (w ramach dzielności Grupy Zamek)[29][30][31]
- 1958 – Grupa „Zamek” z Lublina. Malarstwo i grafika – Towarzystwo Przyjaciół Sztuk Pięknych w Krakowie, Pałac Sztuki, Kraków (z grupą Zamek)[32]
- 1968 – II Festiwal Sztuk Pięknych – Dom Artysty Plastyka, Warszawa (Tkanina przestrzenna 1968)[33]
- 1969 – Wall Hangings[34] – Museum of Modern Art, Nowy Jork, USA[35][36]
- 1969 – Wystawa Polskiego Tkactwa – Norrköping, Szwecja
- 1970 – Wystawa Polskiego Tkactwa – Muzeum Narodowe, Sztokholm, Szwecja
- 1973 – Rzeźba w pejzażu (Sculpturcape) – Triennale Rzeźby, Mildura, Australia[37]
- 1973 – Recent Australian Art – Art Gallery of New South Wales, Sydney, New South Wales[37]
- 1974 – Współczesne Australijskie Malarstwo i Rzeźba – Galeria Miasta Auckland, Nowa Zelandia
- 1975 – Reprezentowała Australię na Triennale Sztuki Współczesnej, New Delhi, Indie
- 1976 – Dwudziesta Wystawa Tasmańskiej Galerii Sztuki, Hobart, Australia
- 1980 – Recent Tasmanian Sculpture And Three-Dimensional Art – The Tasmanian School of Art Gallery and the Fine Arts Gallery, University of Tasmania, Hobart (pierwsza odsłona wystawy), Queen Victoria Museum and Art Gallery, Launceston, Australia (druga odsłona)[38]
- 1981 – The Art Fabric, Mainstream – Museum of Modern Art (MOMA), Nowy Jork, USA
- 1995 – Krajowa Wystawa Sztuki Kobiet – Art Gallery of New South Wales, Sydney (8 III – 08 VI)
- 2009 – Soft Sculpture (Miękka Rzeźba) – National Gallery of Australia, Canberra, Australia (24 IV – 12 VI)[18][39]
- 2010 – Struktury powiązań – 3. Międzynarodowy Festiwal Sztuki, Kraków[23][24]
- 2013 – Splendor tkaniny – Zachęta, Warszawa[40][41]
- 2018 – Arcadia, Art Gallery of New South Wales, Sydney, Australia (wystawa w związku z 40-leciem powstania pracy Arcadia)[19]
- 2021–2022 Know My Name: Australijskie artystki od 1900 do teraz – National Gallery of Australia, Canberra, Australia[42][43]
- 2022 – Niech szyją! Współczesna polska rzeźba uszyta, Studio Cannaregio, Biennale Wenecja, Włochy, organizator Centrum Rzeźby Polskiej w Orońsku
- 2023 – Antigone: Women in Fibre Art, Richard Saltoun Gallery, London[44]

## Zamówienia publiczne
- 1987 – Rzeźba z piaskowca Skamieniały krajobraz architektoniczny (12,5 m długości) dla Ogrodu Rzeźb na dziedzińcu Izby Reprezentantów w Nowym Parlamencie w Canberze (New Parliament House in Canberra)[45][16]. Makieta robocza (model) jest w kolekcji TMAG, Hobart, Tasmania, Australia.
- 1982 – Rzeźba Roman Wall dla budynku Australian Archives w Hobart (w tej chwili w Klasycznej Galerii Tasmańskiego Uniwersytetu, Hobart, Australia)[17].

## Prace w zbiorach
- Muzeum Sztuki Nowoczesnej (Museum of Modern Art MoMA), Nowy Jork, USA[38]
- Muzeum Narodowe w Warszawie (Kokon 1967, Kokon 1969, Stupa 1969, Ręka 1969, Otwarty człowiek 1970)
- Muzeum Narodowe, Sztokholm, Szwecja (Wieża/Torn)[38][46]
- Galeria Narodowa Wiktorii, Melbourne, Australia (Dialog 1973–78)[47]
- National Gallery of Australia, Canberra, Australia (Krajobraz i ciała '72)[48]
- Galeria Sztuki Nowej Południowej Walii (Art Gallery of New South Wales), Sydney, Australia (Arkadia: pejzaż i ciała '77)[20]
- Power House Muzeum Sztuk Stosowanych (Museum of Applied Arts & Sciences), Sydney, Australia (Krajobraz 1974)[17]
- Centralne Muzeum Włókiennictwa, Łódź (Pasterz)[23]
- Tasmańskie Muzeum i Galeria Sztuki (Tasmanian Museum and Art Gallery), Hobart, Australia (Kobieta z Hybrydą '78, Dialogues '73 – monotypie)[49]
- Galeria Rudy Komon, Sydney, Australia
- Lars Wetterling Collection, Szwecja[38]
- Galeria Grabowskiego, Londyn, Anglia
- Galeria Omme, Silkeborg, Dania
- Galeria Sztuki Ballarat, Ballarat, Australia (Siedzący człowiek)
- Galeria Sztuki Araratu, Ararat, Australia (Kobieta z wężem)